# Ramnazina
La Ramnazina es un flavonol O-metilado, un tipo de compuesto químico. Se puede encontrar en Rhamnus petiolaris, una planta de espino cerval endémica de Sri Lanka y en Ammi visnaga

## Potenciales usos médicos
En un estudio en ratas, la ramnazina mostró propiedades protectoras contra Lesión pulmonar aguda (ALI) inducida por lipopolisacáridos (LPS). Todos los parámetros para medir la inflamación pulmonar mostraron una mejora significativa sobre el pulmón LPS. Estas propiedades protectoras pueden deberse en parte a la inhibición de la producción de citoquinas inflamatorias. Además, la ramnazina también puede funcionar por sus fuertes propiedades antioxidantes. Las fuertes propiedades antioxidantes de la ramnazina están asociadas con su capacidad para activar la vía del regulador emergente de la resistencia celular a los oxidantes (Nrf2).

## Metabolismo
La enzima 3-metilquercetina 7-O-metiltransferasa usa S-adenosil metionina e isorhamnetina para producir S-adenosil homocisteína y ramnazina.
La enzima 3,7-dimetilquercetina 4'-O-metiltransferasa utiliza S-adenosil metionina y ramnazina para producir S-adenosil homocisteína y ayanina.